# Coccophagus euxanthodes
Coccophagus euxanthodes is een vliesvleugelig insect uit de familie Aphelinidae. De wetenschappelijke naam is voor het eerst geldig gepubliceerd in 2009 door Hayat, Schroer & Pemberton.